# Mahieddine Khalef
Mahieddine Khalef (Mechra Bel Ksiri, 17 de janeiro de 1944 – 10 de dezembro de 2024) foi um ex-treinador de futebol argelino nascido no Marrocos. Ele participou como treinador da Copa do Mundo FIFA de 1982, sediada na Espanha, na qual a seleção de seu país terminou na 13º colocação dentre os 24 participantes.